# Kloster Larrivour
Das Kloster Larrivour (Notre-Dame d l’Arrivour; Ripatorium) ist eine ehemalige Zisterzienserabtei in der Gemeinde Lusigny-sur-Barse im Département Aube, Region Grand Est, in Frankreich, rund 17 km östlich von Troyes, am Rand des Walds von Orient (Forêt de l’Orient) an der Barse.

## Geschichte
Das Kloster wurde 1140 unter dem Schutz des Grafen der Champagne Thibaud II. als Tochter der Primarabtei Clairvaux gegründet. Erster Abt wurde Alan von Auxerre. Das Kloster gelangte zu Wohlstand, wurde im Hundertjährigen Krieg zerstört, erholte sich aber wieder. In Troyes besaß es eine Niederlassung in der Rue de Molesme. Von dem in der Französischen Revolution 1791 aufgelösten Kloster sind neben Gutsgebäuden und der Grangie Champigny nur geringe Reste vorhanden.

## Bauten und Anlage
Das Foto von Stephen Tobin zeigt Mauerreste, wohl der Umfassungsmauer, teils in Haustein, teils in Ziegelmauerwerk. Erhalten sind eine Mühle und der Schafstall.